# Val IT
Val IT es un framework de gobernabilidad que se puede utilizar para crear valor de negocio de las inversiones en TI. Consiste en un conjunto de principios rectores y una serie de procesos y mejores prácticas que se los define como un conjunto de prácticas de gestión claves para apoyar y ayudar a la gerencia ejecutiva y juntas a nivel empresarial. La última versión del framework, publicado por el IT Governance Institute (ITGI, en inglés: IT Governance Institute), basado en la experiencia de los profesionales y académicos globales, prácticas y metodologías fue nombrado Valor de la Empresa: Gobierno de TI Inversiones, el Val IT Framework 2.0. Este cubre los procesos y prácticas de gestión claves para tres dominios específicos y va más allá de las nuevas inversiones para incluir los servicios de TI, activos, otros recursos y los principios y procesos para la gestión de la cartera de TI.
Las organizaciones siguen haciendo importantes inversiones en negocios posibilitados por TI:
Inversiones en el mantenimiento, crecimiento o transformación del negocio que tienen un componente crítico de TI. La experiencia y un creciente volumen de investigaciones empíricas demuestran que dichas inversiones, cuando se gestionan bien dentro de un marco de gobierno efectivo, generan oportunidades importantes en las organizaciones para la creación de valor.
Muchas organizaciones han creado valor mediante la selección de las inversiones oportunas y la gestión efectiva de las mismas desde la concepción, pasando por la implementación, hasta la realización del valor esperado. Entre los ejemplos se encuentran IBM, que ha podido ahorrar más de 12 mil millones de USD en dos años uniendo las diversas partes de su cadena de suministro, reduciendo así los niveles de inventario, y Southwest Airlines, que ha podido reducir los costes de aprovisionamiento y aumentar los niveles de servicio mediante su proyecto de transformación de la cadena de suministro.
Sin embargo, sin un gobierno efectivo y una buena gestión, estas inversiones generan una oportunidad igualmente significativa para erosionar o destruir valor. De hecho, según una publicación de Gartner de 2002, se desperdicia el 20 por ciento de todos los gastos en TI, representando, a nivel global, una destrucción anual de valor de 600 mil millones de USD.
Una lección fundamental es que la inversión en TI ya no trata solamente de implementar soluciones de TI, sino que cada vez más trata de implementar el cambio posibilitado por TI. Esto implica mayor complejidad y mayor riesgo que en el pasado. Las prácticas de gestión que tradicionalmente se han aplicado ya no son suficientes. El mensaje es claro: las inversiones de negocio posibilitadas por TI pueden dar enormes beneficios, pero solo con los procesos de gobierno y gestión apropiados y el pleno compromiso e implicación de todos los niveles de dirección. Hasta ahora, sin embargo, la dirección no ha tenido un procedimiento claro que indique la forma de considerar las inversiones en TI o de informar sobre o monitorizar el posible éxito o fracaso de dichas inversiones.
Al considerar que existía una falta de guías de inversión y gestión de TI, el IT Governance Institute, trabajando conjuntamente con otros profesionales líderes en la comunidad de negocio y TI, ha lanzado la iniciativa Val IT.
Esta iniciativa, en la que se incluyen investigaciones, publicaciones y servicios de soporte, tiene como objetivo ayudar a la gerencia a abordar este reto, así como garantizar que las organizaciones logren un valor óptimo de las inversiones de negocio posibilitadas por TI, a un coste económico, y con un nivel conocido y aceptable de riesgo. Val IT constituye una extensión y complemento de COBIT, que proporciona un marco de control global para el gobierno de TI.
En concreto, Val IT se centra en la decisión de invertir (¿estamos haciendo lo correcto?) y la realización de beneficios (¿estamos obteniendo beneficios?), mientras que COBIT está enfocado en la ejecución (¿lo estamos haciendo correctamente, y lo estamos logrando bien?).
3 El gobierno efectivo parte del liderazgo, compromiso y respaldo desde arriba. Sin embargo, dicho liderazgo, aunque es crítico, no es suficiente. En Val IT, se da soporte al liderazgo estableciendo un marco global, con un complemento completo de procesos de soporte y otros materiales de orientación desarrollados para ayudar al consejo / directorio y a la dirección ejecutiva a comprender y desempeñar sus papeles relacionados con las inversiones de negocio posibilitadas por TI.
En Val IT, soportado en el marco de control en COBIT, se proporciona una fuente única, creíble y codificada para dar soporte a la creación de un valor de negocio real a partir de las inversiones posibilitadas por TI. Val IT es relevante para todos los niveles de dirección a todo lo ancho tanto del negocio como de TI, desde el Director General y el consejo / directorio hasta todos aquellos involucrados directamente en los procesos de selección, aprovisionamiento, desarrollo, implementación, despliegue y realización de beneficios. Val IT contiene guías esenciales para todos.